# Warneton (Nord)
Pour les articles homonymes, voir Warneton.
Warneton est une commune française (limitrophe de Warneton, section de la commune de Comines en Belgique), située dans le département du Nord en région Hauts-de-France. Elle fait partie de la Métropole européenne de Lille.

## Géographie

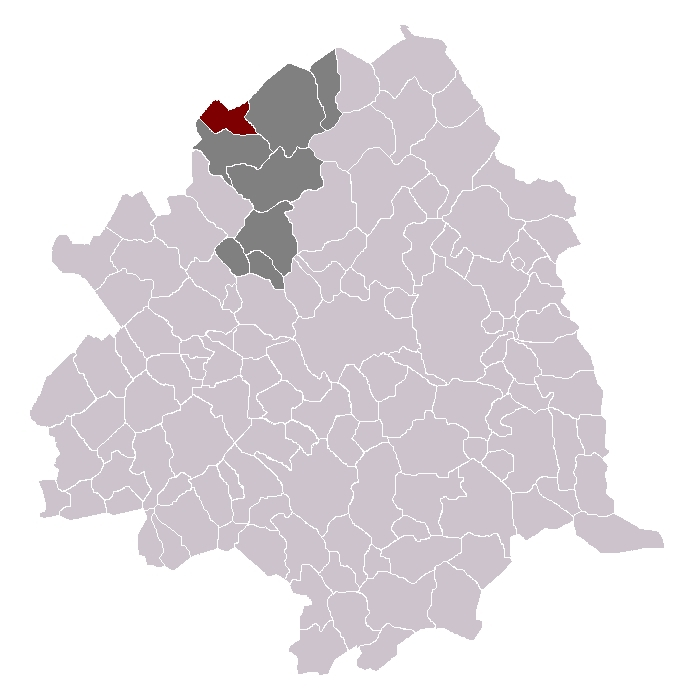
Warneton dans son canton et son arrondissement

Warneton est une ville frontalière située dans la Plaine de la Lys. Elle est limitrophe de Warneton (Belgique), section de la ville de Comines-Warneton.

### Communes limitrophes
|  | Warneton ( Belgique) |         |
|  | Warneton             | Comines |
|  | Deûlémont            |         |

### Hydrographie

#### Réseau hydrographique
La commune est située dans le bassin Artois-Picardie. Elle est drainée par la Lys, la rivière  la Lys et divers autres petits cours d'eau,.
La Lys, d'une longueur de 134 km en France, prend sa source dans la commune de Lisbourg, à l'altitude de 114,7 mètres, et se jette dans l'Escaut à Gand à 4,45 mètres d'altitude. 

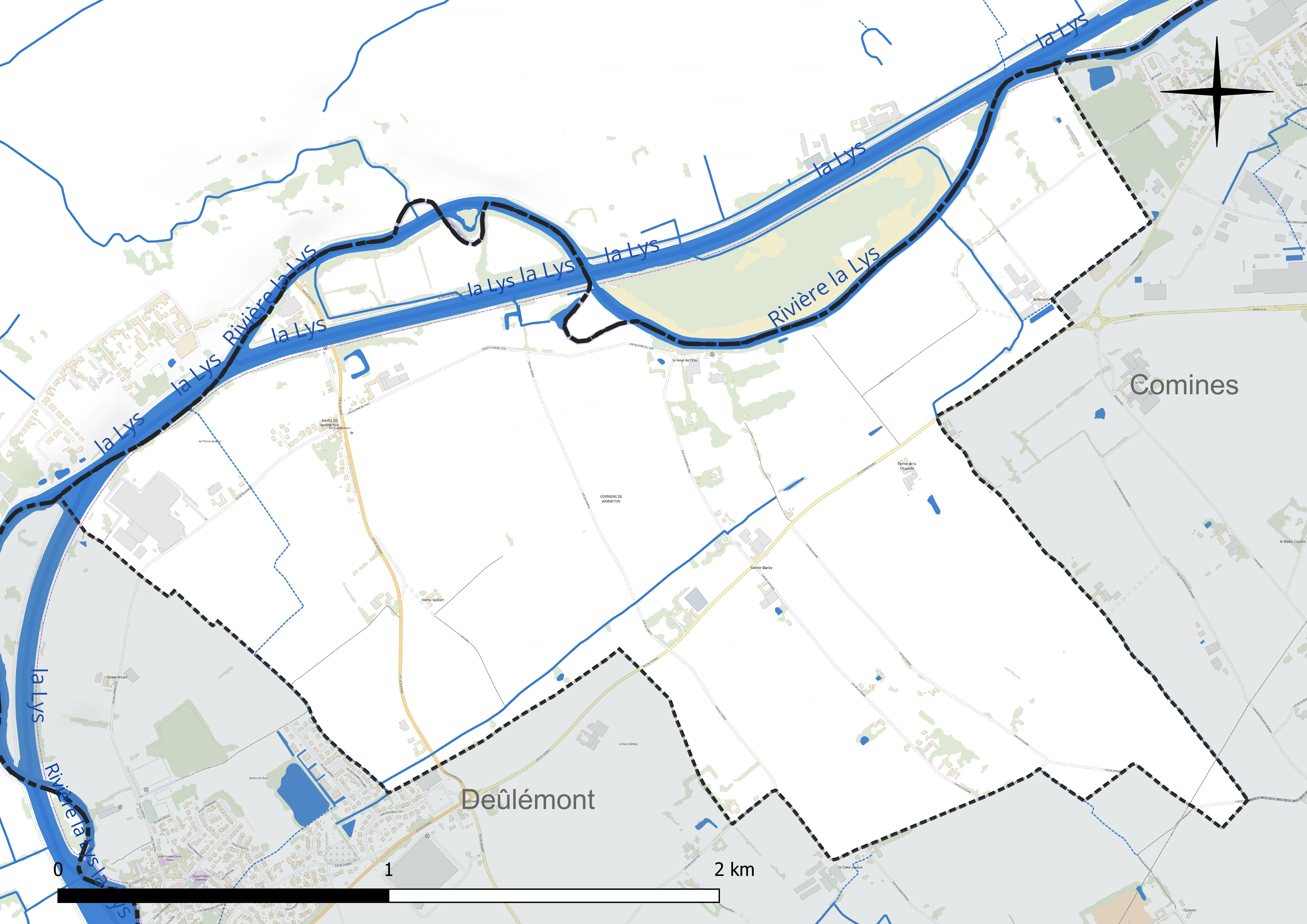
Réseau hydrographique de Warneton.

#### Gestion et qualité des eaux
Le territoire communal est couvert par le schéma d'aménagement et de gestion des eaux (SAGE) « Marque Deûle ». Ce document de planification concerne un territoire de 1 120 km2 de superficie, délimité par les bassins versants de la Marque et de la Deûle, formant une vaste cuvette sédimentaire de 40 km de long et de 25 km de large, où la pente est très faible. Le périmètre a été arrêté le 2 décembre 2005 et le SAGE proprement dit a été approuvé le 9 mars 2020. La structure porteuse de l'élaboration et de la mise en œuvre est la Métropole européenne de Lille. 
La qualité des cours d'eau peut être consultée sur un site dédié géré par les agences de l'eau et l'Agence française pour la biodiversité. 

### Climat
Pour des articles plus généraux, voir Climat des Hauts-de-France et Climat du Nord.
En 2010, le climat de la commune est de type climat océanique dégradé des plaines du Centre et du Nord, selon une étude du CNRS s'appuyant sur une série de données couvrant la période 1971-2000. En 2020, Météo-France publie une typologie des climats de la France métropolitaine dans laquelle la commune est exposée à un climat océanique et est dans la région climatique  Nord-est du bassin Parisien, caractérisée par un ensoleillement médiocre, une pluviométrie moyenne régulièrement répartie au cours de l'année et un hiver froid (3 °C). 
Pour la période 1971-2000, la température annuelle moyenne est de 10,6 °C, avec une amplitude thermique annuelle de 14 °C. Le cumul annuel moyen de précipitations est de 693 mm, avec 11,5 jours de précipitations en janvier et 8,7 jours en juillet. Pour la période 1991-2020, la température moyenne annuelle observée sur la station météorologique la plus proche, située sur la commune de Lesquin à 21 km à vol d'oiseau, est de 11,3 °C et le cumul annuel moyen de précipitations est de 740,0 mm,. Pour l'avenir, les paramètres climatiques de la commune estimés pour 2050 selon différents scénarios d'émission de gaz à effet de serre sont consultables sur un site dédié publié par Météo-France en novembre 2022.

## Urbanisme

### Typologie
Au 1er janvier 2024, Warneton est catégorisée commune rurale à habitat dispersé, selon la nouvelle grille communale de densité à sept niveaux définie par l'Insee en 2022.
Elle appartient à l'unité urbaine de Lille (partie française), une agglomération internationale regroupant 60  communes, dont elle est une commune de la banlieue,,. Par ailleurs la commune fait partie de l'aire d'attraction de Lille (partie française), dont elle est une commune de la couronne,. Cette aire, qui regroupe 201 communes, est catégorisée dans les aires de 700 000 habitants ou plus (hors Paris),.

### Occupation des sols
L'occupation des sols de la commune, telle qu'elle ressort de la base de données européenne d'occupation biophysique des sols Corine Land Cover (CLC), est marquée par l'importance des territoires agricoles (98,8 % en 2018), une proportion sensiblement équivalente à celle de 1990 (99,4 %). La répartition détaillée en 2018 est la suivante : 
terres arables (86,9 %), prairies (11,9 %), zones urbanisées (0,7 %), zones industrielles ou commerciales et réseaux de communication (0,5 %). L'évolution de l'occupation des sols de la commune et de ses infrastructures peut être observée sur les différentes représentations cartographiques du territoire : la carte de Cassini (XVIIIe siècle), la carte d'état-major (1820-1866) et les cartes ou photos aériennes de l'IGN pour la période actuelle (1950 à aujourd'hui).

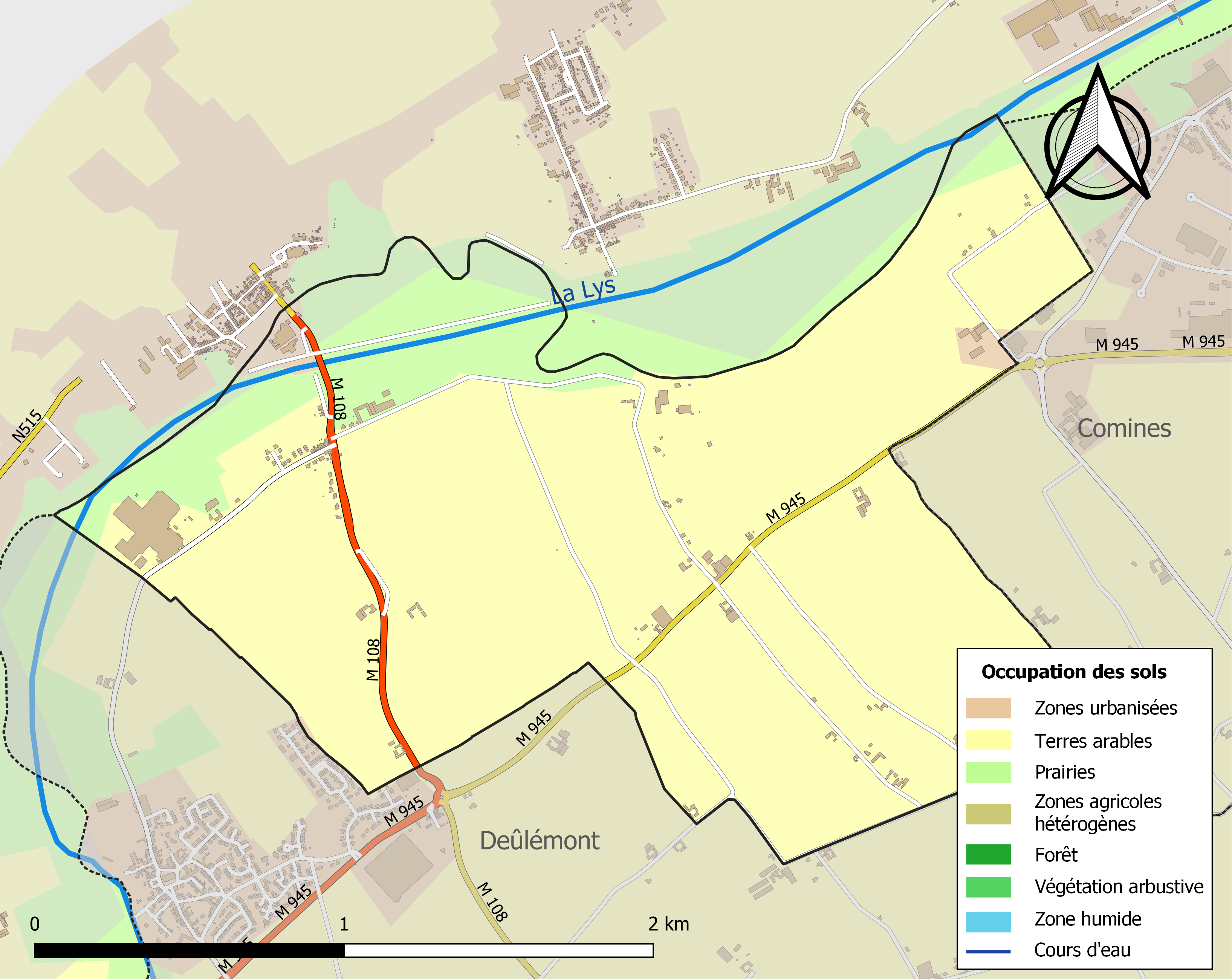
Carte des infrastructures et de l'occupation des sols de la commune en 2018 (CLC).

### Voies de communication et transports
La commune est desservie, en 2023, par les lignes 75, 82, 975 et par les lignes de transport à la demande 22R, 75R et 82R du réseau Ilévia.

## Toponymie
1007 Uuarnasthun, 1065 Uuarnestun, 1104 Guarnestun.
Ferme (saxon thun, germanique *tûna « enclos ») de Warin, anthroponyme saxon ou franc (implantation saxonne à l'époque mérovingienne),,.
Frans Waasten en néerlandais.

## Histoire
L'actuelle commune de Warneton est issue de la fusion des communes de Warneton-Sud et Warneton-Bas, communes ayant fusionné le 1er juillet 1946 à la suite d'un arrêté préfectoral du 7 juin 1946. Au dernier recensement de 1936, Warneton-Sud avait 79 habitants tandis que Warneton-Bas avait 108 habitants. La nouvelle commune fusionnée a repris le code INSEE de l'ancienne commune de Warneton-Bas: 59643. Les anciennes communes de Warneton-Sud et Warneton-Bas ne disposant ni l'une ni l'autre d'un bâtiment abritant leurs mairies, les réunions du conseil municipal de la commune fusionnée se tinrent au café À ma campagne, qui servait déjà de lieu de réunion au conseil municipal de Warneton-Sud avant 1946, avant que la commune ne rachète en 1984 le café Au bon coin, qui venait de fermer, pour en faire la mairie de la commune.
À noter qu'avant la Révolution française Warneton-Sud faisait partie de la province de Flandre maritime et du diocèse d'Ypres, tandis que Warneton-Bas faisait partie de la province de Flandre wallonne et du diocèse de Tournai.

### Héraldique
| Blason de Warneton (Nord) | Blason  | D'argent à la fasce de gueules. |
| Blason de Warneton (Nord) | Détails |                                 |

## Politique et administration
| Période                                  | Période  | Identité             | Étiquette | Qualité        |
| ---------------------------------------- | -------- | -------------------- | --------- | -------------- |
| ????                                     | 2001     | Léon Ghestem         |           |                |
| 2001                                     | 2016     | Jean-Jacques Véroone |           | Démissionnaire |
| 2016                                     | En cours | Yvon Pétronin        |           |                |
| Les données manquantes sont à compléter. |          |                      |           |                |

## Population et société

### Démographie

#### Évolution démographique
L'évolution du nombre d'habitants est connue à travers les recensements de la population effectués dans la commune depuis 1793. Pour les communes de moins de 10 000 habitants, une enquête de recensement portant sur toute la population est réalisée tous les cinq ans, les populations de référence des années intermédiaires étant quant à elles estimées par interpolation ou extrapolation. Pour la commune, le premier recensement exhaustif entrant dans le cadre du nouveau dispositif a été réalisé en 2006.

En 2022, la commune comptait 233 habitants, en évolution de −2,51 % par rapport à 2016 (Nord : +0,51 %, France hors Mayotte : +2,11 %).
| 1793 | 1800 | 1806 | 1821 | 1831 | 1836 | 1841 | 1846 | 1851 |
| ---- | ---- | ---- | ---- | ---- | ---- | ---- | ---- | ---- |
| 313  | 309  | 329  | 361  | 326  | 327  | 289  | 277  | 265  |

| 1856 | 1861 | 1866 | 1872 | 1876 | 1881 | 1886 | 1891 | 1896 |
| ---- | ---- | ---- | ---- | ---- | ---- | ---- | ---- | ---- |
| 277  | 267  | 265  | 279  | 261  | 233  | 216  | 197  | 208  |

| 1901 | 1906 | 1911 | 1921 | 1926 | 1931 | 1936 | 1946 | 1954 |
| ---- | ---- | ---- | ---- | ---- | ---- | ---- | ---- | ---- |
| 187  | 178  | 174  | 102  | 114  | 103  | 108  | 202  | 205  |

| 1962 | 1968 | 1975 | 1982 | 1990 | 1999 | 2006 | 2011 | 2016 |
| ---- | ---- | ---- | ---- | ---- | ---- | ---- | ---- | ---- |
| 216  | 197  | 198  | 171  | 179  | 178  | 189  | 224  | 239  |

| 2021 | 2022 | - | - | - | - | - | - | - |
| ---- | ---- | - | - | - | - | - | - | - |
| 234  | 233  | - | - | - | - | - | - | - |

#### Pyramide des âges
La population de la commune est relativement jeune.
En 2018, le taux de personnes d'un âge inférieur à 30 ans s'élève à 40,5 %, soit au-dessus de la moyenne départementale (39,5 %). À l'inverse, le taux de personnes d'âge supérieur à 60 ans est de 22,6 % la même année, alors qu'il est de 22,5 % au niveau départemental.
En 2018, la commune comptait 120 hommes pour 119 femmes, soit un taux de 50,21 % d'hommes, légèrement supérieur au taux départemental (48,23 %).
Les pyramides des âges de la commune et du département s'établissent comme suit.
| Hommes | Classe d’âge | Femmes |
| ------ | ------------ | ------ |
| 0,0    | 90 ou +      | 0,0    |
| 6,7    | 75-89 ans    | 5,0    |
| 18,3   | 60-74 ans    | 15,1   |
| 18,3   | 45-59 ans    | 21,0   |
| 18,3   | 30-44 ans    | 16,0   |
| 17,5   | 15-29 ans    | 21,0   |
| 20,8   | 0-14 ans     | 21,8   |

| Hommes | Classe d’âge | Femmes |
| ------ | ------------ | ------ |
| 0,5    | 90 ou +      | 1,4    |
| 5,3    | 75-89 ans    | 8,1    |
| 14,8   | 60-74 ans    | 16,2   |
| 19,1   | 45-59 ans    | 18,4   |
| 19,5   | 30-44 ans    | 18,7   |
| 20,7   | 15-29 ans    | 19,1   |
| 20,2   | 0-14 ans     | 18     |

## Lieux et monuments
Un blockhaus, vestige d'une avancée de la ligne Maginot.

## Personnalités liées à la commune
Le bienheureux saint Jean de Warneton. Il mourut le 27 janvier 1130, après avoir fait distribuer aux pauvres le reste de ses biens.